# Гримоальд (король лангобардов)
Гримоальд (лат. Grimoald, итал. Grimoaldo; умер в 671) — король лангобардов (662—671) и герцог Беневенто (651—662) из рода Гаузы, сын герцога Фриуля Гизульфа II и Ромильды.

## Биография

### Герцог Беневенто
В 617 году, после гибели двух его братьев в Одерцо, Гримоальд вместе с другим уцелевшим братом Радоальдом бежали в Беневенто к своему родственнику Арехису I, который их усыновил.
В 651 году Гримоальд унаследовал от своего брата Радоальда герцогство Беневенто. Перед этим (с 642 по 646 годы) он вместе с Радоальдом был регентом при их умственно недееспособном названном брате Аиульфе (родном сыне Арехиса).

### Король лангобардов
В 662 году король Годеперт обратился к нему с просьбой о помощи в войне против своего брата Бертари, но Гримоальд с помощью герцога Гарибальда Туринского убил Годеперта во дворце и вынудил Бертари бежать. После этого Гримоальд провозгласил себя королём и женился на дочери Ариперта I и сестре Годеперта, которую, как предполагается, звали Теодота. Для этого ему пришлось развестись со своей первой супругой Итой, матерью его сына Ромуальда.
Гримоальд обладал полководческим талантом и считался умелым военным руководителем, имевшим успех во многих приграничных войнах. Он лично командовал армией в войне с византийским императором Константом II. Сначала он привёл войска на помощь осаждённому византийцами Беневенто, в котором находился его сын Ромуальд I, оставленный отцом управлять герцогством. Ромуальд после этого взял Бриндизи и Таранто, воспользовавшись восстанием Мизизия на Сицилии, начавшимся после смерти Константа II и отвлёкшим правителей Византии от событий в Южной Италии. Сам Гримоальд в это время взял Форли (на севере Италии) и разрушил Одерцо, где в 617 году были предательски убиты его братья. Потеря Форли была для Византии особенно болезненной, так как Гримоальд не только взял его в день Пасхи, но и устроил там в тот день резню населения.
Во время войны с Византией Гримоальд, отправляясь на помощь осаждённому Беневенто, оставил фриульского герцога Лупа на севере королевства, в Павии, в качестве регента. Луп за время отсутствия короля узурпировал всю власть в Павии и, как писал Павел Диакон: «вёл себя очень нагло». Когда король вернулся из похода, Луп бежал во Фриуль и поднял против него мятеж. Гримоальд для того, чтобы предотвратить гражданскую войну в Италии, подговорил аварского кагана разорить герцогство Фриуль. Вскоре Луп погиб в сражении с ними.
Гримоальд нанёс поражение франкам, вторгшимся на лангобардскую территорию во время малолетства Хлотаря III. Для борьбы с франками Гримоальд объединился с Бертари и аварами. Он также нанёс поражение славянам на северо-востоке Италии, подавил восстания знати и ликвидировал автономию герцогств Фриуль и Сполето.
Несмотря на то, что Гримоальд состоял в браке с приверженкой ортодоксии и поддерживал папство, он до конца жизни исповедовал арианство. При нём получил распространение культ святого Михаила, как покровителя лангобардской армии.
Вскоре после заключения мирного договора с франками Гримоальд скончался. Похоронен в соборе Святого Амвросия в Павии.

### Брак и дети
1-я жена: Ита. Некоторые историки отождествляют её с упоминающейся в житии святого Эммерама Регенсбургского Утой, дочерью герцога Баварии Теодона I. Однако по мнению большинства историков, супруга Гримоальда была выходцем из одной из знатных лангобардских семей. Дети:
- Ромуальд I (умер в 687), герцог Беневенто с 662 года
- Гиза (умерла после 662), умерла в заложницах у Константа II, императора Византии
- NN, жена с 663 года Тразимунда, графа Капуи, ставшего позже герцогом Сполето под именем Тразимунда I

2-я жена: Теодота, дочь Ариперта I, короля лангобардов. Дети:
- Гарибальд (умер после 671), король лангобардов в 671 году